# Vetiver (Band)
Vetiver ist eine US-amerikanische Indie-Folk-Band.

## Geschichte
Vetiver wurde 2002 in San Francisco gegründet und ist nach dem gleichnamigen asiatischen Süßgras benannt. Zentrales und einziges konstantes Mitglied ist Sänger und Songwriter Andy Cabic. 2005 gründeten Cabic und der damalige Gitarrist Devendra Banhart das Plattenlabel Gnomonsong, auf dem sie neben ihrem eigenen Album Thing of the Past auch Tonträger von Indiepopbands und Singer-Songwritern veröffentlichen.
2004 veröffentlichte die Band ihr selbstbetiteltes Debüt-Album. Danach ging die Gruppe auf Tourneen und begann die Zusammenarbeit mit Devendra Banhart und Joanna Newsom und die Gründung der eigenen Plattenfirma: Gnomonsong Recordings. 2006 folgte die Veröffentlichung eines weiteren Albums.
Es folgten weitere Alben und Tourneen, bei denen sie auch 2007 zusammen mit Vashti Bunyan auf eine US-Tour gingen, sowie mit Fleet Foxes, The Shins, Fruit Bats und Wilco zusammen arbeiteten.
Cabics Musik wurde in zahlreichen TV-Spots verwendet, sowie in dem Dokumentarfilm „The Family Jams“ und dem Film Smashed, der 2012 am Sundance Film Festival teilnahm.

## Rezeption
Die Alben Tight Knit und The Errant Charm wurden von Martin Leute auf laut.de rezensiert. Complete Strangers wurde Mitte September 2015 als „Album der Woche“ in der NDR-Info-Sendung „Nachtclub“ von Ruben Jonas Schnell vorgestellt.

## Diskografie
- Vetiver (DiCristina, 2004)
- To Find Me Gone (DiCristina, FatCat Records, 2006)
- Thing of the Past (Gnomonsong / Fatcat Records, 2008)
- Tight Knit (Sub Pop, 2009)
- The Errant Charm (PIAS / Bella Union, 2011)
- Complete Strangers (Easy Sound, 2015)
- Up On High (Mama Bird / Lose Music, 2019)